# Istituzioni (Gaio)
Le Istituzioni sono un'opera didattica in quattro libri composta dal giurista romano Gaio tra il 168 e il 180 d.C..
Il carattere di assoluta eccezionalità dell'opera consiste nel fatto di essere l'unica opera della giurisprudenza romana classica ad essere pervenuta fino ai nostri giorni direttamente, senza il tramite di compilazioni che ne abbiano potuto alterare il significato.

## La scoperta delleInstitutiones
Nel 1816 il diplomatico tedesco Barthold Georg Niebuhr, in sosta a Verona, tappa intermedia di un lungo viaggio, ebbe modo di sfogliare alcuni manoscritti della Biblioteca Capitolare. La sua attenzione si fermò principalmente su un codice pergamenaceo contenente le Lettere di Sofronio Eusebio Girolamo e altre opere di scrittori cristiani. Osservando bene il codice notò immediatamente che si trattava di un palinsesto, e che in alcune pagine affiorava una scrittura precedente cancellata alcuni secoli più tardi per far spazio al testo di contenuto teologico.
L’operazione di recupero richiese tempi lunghi, seppur guidata dalla mano sapiente di Friedrich Carl von Savigny che fece inviare, forte di un finanziamento ottenuto dall’Accademia delle Scienze di Berlino, due suoi collaboratori in Italia. Il ritrovamento fu seguito da un'attenta opera di ricostruzione della scriptura prior, vergata in un particolare tipo di onciale, detta B-R, simile a quella con cui è stata esemplata la Littera Florentina, e databile dunque alla piena età giustinianea. Tuttavia, l'uso di reagenti chimici rovinò irrimediabilmente alcuni fogli pergamenacei. Il testo di alcuni di questi fogli andati perduti venne in parte ricostruito grazie al ritrovamento in Egitto di un papiro di Ossirinco (P. Oxy. XVII 2103) e di alcuni frammenti provenienti da un codice pergamenaceo, anch'esso in onciale B-R, pubblicati nel 1933 da Vincenzo Arangio Ruiz  e oggi custoditi a Firenze (PSI XI 1182). Il confronto fra questi rinvenimenti e il testo del palinsesto veronese ha consentito anche di riguadagnare fiducia nella sostanziale genuinità della tradizione testuale delle Institutiones di Gaio.

## Struttura dell'opera
Le Istituzioni sono divise in quattro libri, detti commentarii. La materia trattata è articolata in tre parti: personae (primo commentario), res (secondo e terzo commentario) e actiones (quarto commentario). Per res si intendono i rapporti patrimoniali, compresi quelli di natura relativa, come le obligationes. Sempre nella parte dedicata alle res si parla anche delle successioni. Nella parte dedicata alle actiones Gaio si occupa del processo formulare, benché per spiegare le formulae quae ad legis actiones exprimuntur, egli tratti anche delle antiche legis actiones.

## Lesummae divisiones
Gaio inizia ognuna delle tre parti in cui la sua opera è divisa (personae, res, actiones) con una summa divisio. Tramite questo processo schematico, che, partendo da un singolo concetto, fa sviluppare in varie direzioni il discorso del giurista (è il procedimento diairetico greco, tipico dei giuristi romani, che amavano esporre per distinctiones), Gaio riesce a ottenere un'esposizione precisa e semplice, facilmente comprensibile a tutti. Questa tecnica espositiva, insieme alla struttura dell'opera in tre grandi filoni, è probabilmente la ragione principale del successo ottenuto dalle Istituzioni. Entrambi questi aspetti infatti verranno anche ripresi nelle ben più aggiornate Istituzioni di Giustiniano.
Brevemente, la prima summa divisio, riguardante le personae, è riportata in Gai I, 9-12:
(Gaio, Institutiones I, 9-12.)
Da qui Gaio prosegue scendendo nei particolari e scindendo i liberi in "ingenui" (nati liberi) e "libertini" (manomessi) e questi ultimi in "cives Romani" (cittadini), "Latini" e "dediticii", dei quali si occupa successivamente.
La summa divisio riguardante le res si trova in Gai. II, 1-2 e seguenti:
(Gaio, Institutiones II, 1-2.)
La discussione prosegue quindi dividendo le res divini iuris in sacrae, religiosae e sanctae, e le res humani iuris in privatae e publicae.
La summa divisio riguardante le obligationes, piuttosto particolare in quanto Gaio commette qui un piccolo errore, confondendo species e genus, si legge in Gai. III, 88:
(Gaio, Institutiones III, 88.)
Qui Gaio definisce contratto e delitto due species e successivamente descrive i contratti produttivi di obbligazioni in quattro genera, invertendo così il rapporto tra genus e species.
I quattro tipi di contratto sono i contratti reali (re, si perfezionano col trasferimento della cosa, come mutuo, deposito e comodato), i contratti verbali (verbis, si perfezionano con l'uso di parole solenni, come la sponsio e la stipulatio), i contratti letterali (litteris, si perfezionano tramite la redazione scritta su un registro, il codex accepti et expensi) e i contratti consensuali (consensu, si perfezionano con il semplice consenso delle parti, sono quattro: "emptio-venditio", la compravendita, "locatio-condutio", la locazione-conduzione, "mandatus", il mandato, "societas", la società).
Questa divisione basata sulle fonti delle obbligazioni subirà molte revisioni e molte interpretazioni e verrà presto ampliata, prima nelle res cottidianae (nelle quali verranno aggiunti le variae causarum figurae) e poi nelle Istituzioni di Giustiniano (dove si distinguerà fra "quasi contratti", ossia atti leciti produttivi di obbligazione, ma senza una base consensuale, e i "quasi delitti", ossia atti illeciti produttivi di obbligazione, ma caratterizzati dall'assenza di dolo).

## Il diritto di Gaio
Nelle Institutiones troviamo spesso riferimenti ai contrasti tra la scuola sabiniana e la scuola proculiana, sebbene l'autore abbia scritto le Istituzioni in un periodo in cui le dispute tra le due scuole erano già da tempo sopite. Lo stesso Gaio si dichiara in più punti seguace dei Sabiniani.
Anche da altri punti di vista Gaio si mostra più indietro rispetto al diritto del suo tempo: basti pensare alla descrizione dettagliata del processo delle legis actiones, inutilizzato da due secoli, e al fatto che il giurista non cita mai i giureconsulti del suo tempo o l'avvenuta codificazione dell'editto perpetuo da parte di Salvio Giuliano.
Alcuni studiosi, basandosi su questi dati hanno avanzato l'ipotesi che l'autore si sia limitato in realtà ad ampliare un'opera precedente scritta da un Gaio originario (un Urgaius), e che l'opera che noi oggi leggiamo, in realtà, sia una rielaborazione di un manuale di scuola sabiniana del I secolo o di alcuni appunti di lezione del giurista Gaio Cassio Longino.